# Volby prezidenta USA 2012
Volby prezidenta USA v roce 2012 se konaly nejprve lidovým hlasováním uskutečněným 6. listopadu 2012 a zvolení volitelé poté uskutečnili volbu prezidenta 17. prosince 2012.
Na základě sčítání obyvatelstva uskutečněného v roce 2010 došlo ke změně počtu hlasů volitelů pro některé státy. Tyto změny nahrávaly mírně Republikánské straně. Republikánská strana také změnila svá pravidla pro pořadí primárek a stranických shromáždění.
Ve volbách obhájil svůj mandát kandidát za Demokratickou stranu, Barack Obama, proti republikánskému kandidátovi Mittu Romneymu. Obama zvítězil ve 26 státech USA a ve Washingtonu D. C. a získal 332 volitelských hlasů (electoral votes). Romney byl úspěšný ve 24 státech USA, připadá však na něj jen 206 volitelských hlasů.

## Kandidáti

### Republikánská strana

#### Republikánský kandidát

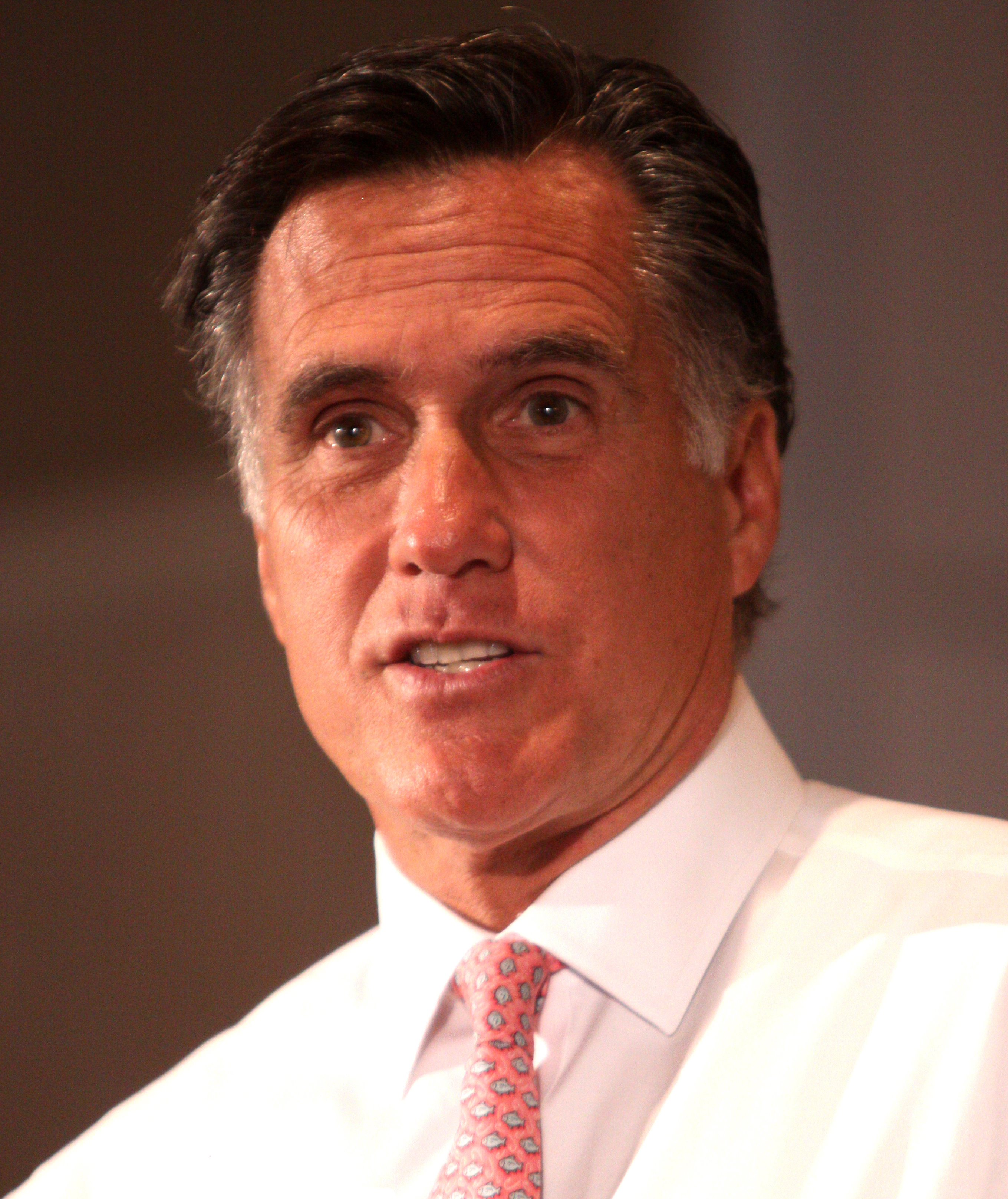
Mitt Romney, bývalý guvernér státu Massachusetts

Mitt Romney přijal prezidentskou kandidaturu za Republikánskou stranu na Národním sjezdu Republikánské strany, který se uskutečnil v Tampě na Floridě od 27. do 31. srpna 2012. Viceprezidentským kandidátem strany byl Paul Ryan.

#### Ukončené kandidatury
- Ron Paul – ukončil kandidaturu 14. května 2012
- Newt Gingrich – ukončil kandidaturu 2. května 2012 a podpořil Mitta Romneyho
- Rick Perry – ukončil kandidaturu 19. ledna 2012 a podpořil Newta Gingriche
- Michele Bachmannová – ukončila kampaň 4. ledna 2012 po neúspěchu v primárkách v Iowě.[3]
- Herman Cain – ukončil svou kampaň 3. prosince 2011 kvůli obviněním ze sexuálního obtěžování.[4]
- Jon Huntsman – ukončil kandidaturu 16. ledna 2012 a podpořil Mitta Romneyho
- Gary Johnson – 28. prosince 2011 oznámil kandidaturu za Libertariánskou stranu.[5] Pro republikánské primárky (nikoliv volby jako takové) podpořil Rona Paula
- Tim Pawlenty – původně ohlásil kandidaturu, ale v srpnu 2011 ji ještě před samotnými primárkami vzdal[6] a podpořil Mitta Romneyho
- Rick Santorum – ukončil kampaň 10. dubna 2012[7]

#### Nevýznamní kandidáti
- Jack Fellure – ukončil kandidaturu 12. června 2011, přijal nominaci Prohibition Party
- Stewart Greenleaf – neusiloval o zvolení prezeidentem, kandidoval pouze v New Hampshire, aby upozornil na téma státního utrácení
- Fred Karger
- Andy Martin
- Thaddeus McCotter – ukončil kandidaturu 22. září 2011 a podpořil Mitta Romneyho
- Jimmy McMillan
- Buddy Roemer – na konci listopadu oznámil záměr kandidovat za skupinu Americans Elect.[8]
- Jonathon Sharkey – ukončil kandidaturu 17. srpna 2011

### Demokratická strana

#### Demokratický kandidát

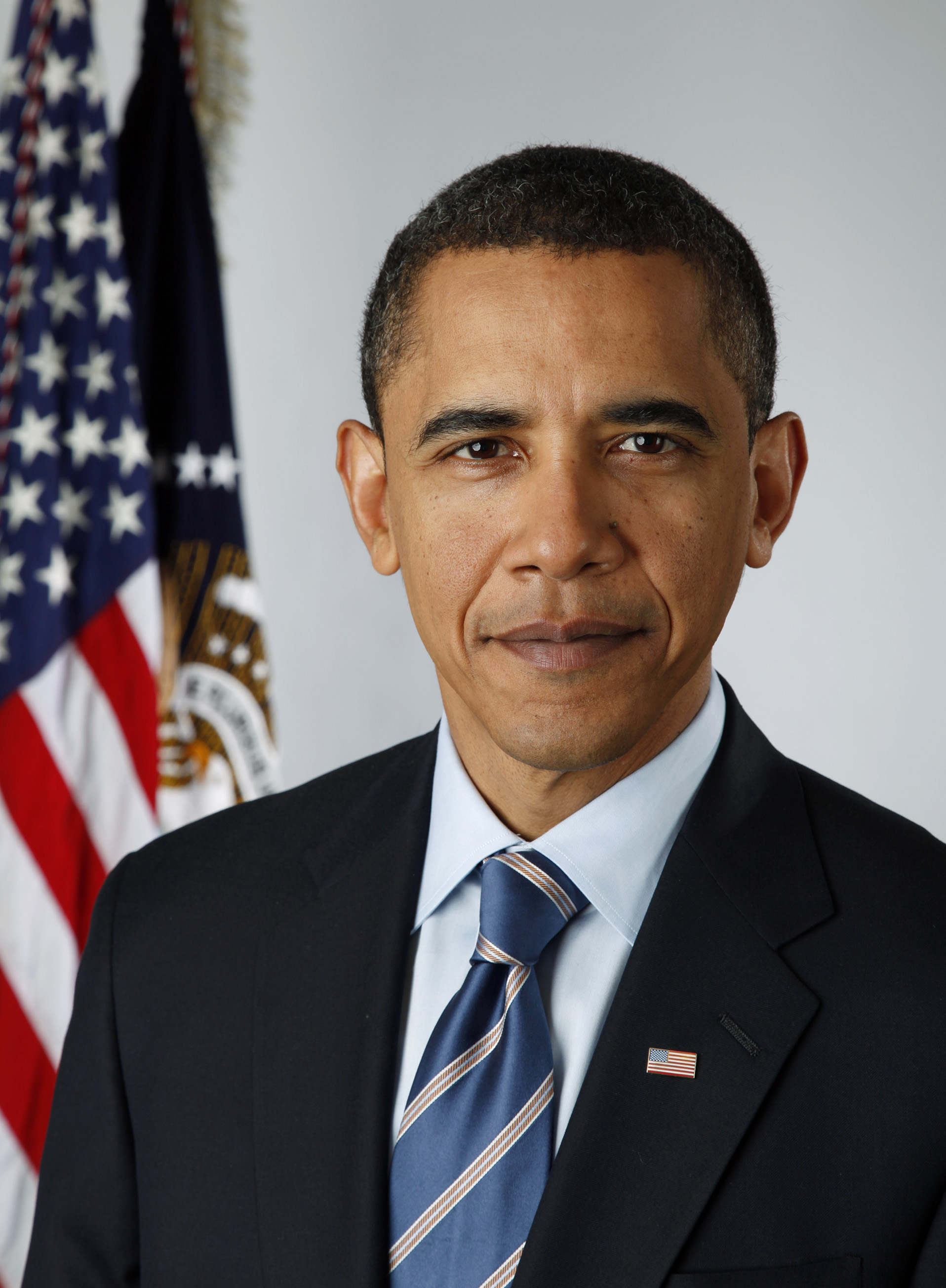
44. prezident USA Barack Obama

Barack Obama přijal kandidaturu za Demokratickou stranu na Národním sjezdu Demokratické strany, který se konal v Charlotte ve státě Severní Karolína od 3. do 6. září 2012, a usiloval úspěšně o své druhé funkční období. Viceprezidentským kandidátem strany byl Joseph Biden.

#### Další demokratičtí kandidáti
- Warren Mosler – ukončil kandidaturu v dubnu 2010
- Darcy Richardson
- Vermin Supreme
- Randall Terry, který ovšem demokratické primárky hodlal spíše použít pro propagaci prolife témat nežli k reálnému soupeření se současným prezidentem

## Výsledky
| Kandidát            | Strana                | Domácí stát         | Voličů              | Voličů              | Počet volitelů | Spolukandidát       | Domácí stát         | Počet volitelů |
| Kandidát            | Strana                | Domácí stát         | Počet               | Podíl               | Počet volitelů | Spolukandidát       | Domácí stát         | Počet volitelů |
| ------------------- | --------------------- | ------------------- | ------------------- | ------------------- | -------------- | ------------------- | ------------------- | -------------- |
| Barack Obama        | Demokratická strana   | Illinois            | 62 346 445          | 50,6 %              | 332            | Joe Biden           | Delaware            | 332            |
| Mitt Romney         | Republikánská strana  | Massachusetts       | 58 976 480          | 47,8 %              | 206            | Paul Ryan           | Wisconsin           | 206            |
| Gary Johnson        | Libertariánská strana | New Mexico          | 1 190 496           | 0,97 %              | 0              | James P. Gray       | Kalifornie          | 0              |
| Jill Steinová       | Strana zelených       | Massachusetts       | 420 064             | 0,34 %              | 0              | Cheri Honkalaová    | Pensylvánie         | 0              |
| Virgil Goode        | Konstituční strana    | Florida             | 117 656             | 0,10 %              | 0              | Jim Claymer         | Pensylvánie         | 0              |
| Roseanne Barrová    | Strana míru a svobody | Havajské ostrovy    | 51 714              | 0,04 %              | 0              | Cindy Sheehanová    | Kalifornie          | 0              |
| ostatní             | —                     | —                   | 147 205             | 0,13 %              | 0              |                     |                     |                |
| Celkem              | Celkem                | Celkem              | 123 250 060         | 100 %               | 538            | Celkem              | Celkem              | 538            |
| Potřebných na výhru | Potřebných na výhru   | Potřebných na výhru | Potřebných na výhru | Potřebných na výhru | 270            | Potřebných na výhru | Potřebných na výhru | 270            |